# بوش حمدان
بوش حمدان (بالإنجليزية: Bush Hamdan) (مواليد 10 فبراير 1986) مدرب كرة قدم أمريكية. يشغل منصب منسق الهجوم ومدرب لاعبي الوسط في جامعة كنتاكي منذ عام 2024.

## مسيرته لاعبًا
كان حمدان لاعب الوسط في جامعة ولاية بويسي من عام 2004 إلى عام 2008. تخرج من جامعة ولاية بويسي في عام 2008 بدرجة في الاتصالات.

## مسيرته التدريبية
بعد انتهاء مسيرته لاعبا، انضم إلى الجهاز الفني لفريق كولورادو عام 2009 كمساعد طالب. كما أمضى فترات في ماريلاند، وساكرامنتو ستيت، وفلوريدا قبل أن يتولى أول وظيفة له كمنسق هجوم.
تم تعيينه في 2013 كمنسق هجوم مشارك ومدرب لاعبي الوسط في أركنساس، حيث التقى مجددًا بمنسق الهجوم ومدرب موقعه في الجامعة، برايان هارسِن. لم يكن من بين المساعدين الذين انتقلوا إلى بويز عندما عُين هارسِن مدربًا رئيسيًا للبرنامج في 2014، وبدلاً من ذلك قبل منصب منسق الهجوم ومدرب لاعبي الوسط في كلية ديفيدسون في نفس العام.
انضم حمدان إلى طاقم التدريب في جامعة واشنطن عام 2015 كمدرب مراقبة جودة، قبل أن يتم ترقيته إلى مدرب لاعبي الاستقبال ومنسق لعبة التمرير في 2016. قضى عام 2017 مع فريق أتلانتا فالكونز كمدرب لاعبي الوسط قبل أن يعود إلى طاقم تدريب واشنطن في 2018 كمنسق هجوم ومدرب لاعبي الوسط لفريق هاسكيز. تم فصله في 22 ديسمبر 2019، بعد ساعات من فوز الفريق بكأس لاس فيغاس.
تم تعيين حمدان ضمن طاقم تدريب إيليا درينكوفيتز في ميزوري عام 2020.
تم تعيين حمدان كمنسق هجوم لفريق كرة القدم في جامعته الأم بويز ستايت في ديسمبر 2022.
وفي 14 فبراير 2024، تم تعيينه منسقًا للهجوم ومدربًا للاعبي الوسط لفريق كنتاكي وايلدكاتس لكرة القدم الأمريكية.

## الحياة الشخصية
وُلِد حمدان في مدينة الكويت، وهو من أصل فلسطيني وأمه باكستانية. عاش مع عائلته في الكويت، وكانوا يقضون إجازة في سان دييغو عندما غزا العراق الكويت عام 1991. بقيت عائلة حمدان في الولايات المتحدة، واستقرت في النهاية في غايثرسبيرغ (ماريلاند). كان جبران حمدان، شقيق حمدان، أحد اللاعبين الذين اختيروا في الجولة السابعة في درافت دوري كرة القدم الأمريكية لعام 2003، وكان لاعب وسط متنقلاً بين عدة فرق طوال مسيرته. 